# La Pedrera (Rivera)
La Pedrera ist eine Stadt im Norden Uruguays.

## Geographie
Sie befindet sich im nördlichen Teil des Departamento Rivera in dessen Sektor 9. Sie liegt nahe der Grenze zum Nachbarland Brasilien südlich der Departamento-Hauptstadt Rivera, südöstlich von Mandubí und nordwestlich von Lagos del Norte.

## Einwohner
La Pedrera hatte bei der Volkszählung im Jahr 2011 3.363 Einwohner, davon 1.631 männliche und 1.732 weibliche.
| Jahr | Einwohner |
| ---- | --------- |
| 1963 | -         |
| 1975 | -         |
| 1985 | 1.394     |
| 1996 | 2.432     |
| 2004 | 2.887     |
| 2011 | 3.363     |

Quelle: Instituto Nacional de Estadística de Uruguay